# Giro di Romandia 1992
Il Giro di Romandia 1992, quarantaseiesima edizione della corsa, si svolse dal 5 al 10 maggio su un percorso di 865 km ripartiti in 6 tappe e un cronoprologo, con partenza a Friburgo e arrivo a Ginevra. Fu vinto dallo statunitense Andrew Hampsten della Motorola davanti allo spagnolo Miguel Indurain e al francese Charly Mottet.

## Tappe
| Tappa  | Data      | Percorso                                | km    | Vincitore di tappa   | Leader cl. generale  |
| ------ | --------- | --------------------------------------- | ----- | -------------------- | -------------------- |
| Prol.  | 5 maggio  | Friburgo > Friburgo (cron. individuale) | 2     | Armand De Las Cuevas | Armand De Las Cuevas |
| 1ª     | 6 maggio  | Friburgo > Courtételle                  | 178,4 | Ján Svorada          | Armand De Las Cuevas |
| 2ª     | 7 maggio  | Delémont > Romont                       | 185,2 | Gianluca Bortolami   | Gianluca Bortolami   |
| 3ª     | 8 maggio  | Romont > Ovronnaz                       | 182,6 | Andrew Hampsten      | Andrew Hampsten      |
| 4ª     | 9 maggio  | Ovronnaz > Orbe                         | 124,4 | Hans Kindberg        | Andrew Hampsten      |
| 5ª     | 9 maggio  | Orbe > Orbe (cron. individuale)         | 21,8  | Miguel Indurain      | Andrew Hampsten      |
| 6ª     | 10 maggio | Orbe > Ginevra                          | 171   | Maximilian Sciandri  | Andrew Hampsten      |
| Totale | Totale    | Totale                                  | 865   |                      |                      |

## Dettagli delle tappe

### Prologo
- 5 maggio: Friburgo > Friburgo (cron. individuale) – 2 km

| Pos. | Corridore            | Squadra  | Tempo |
| ---- | -------------------- | -------- | ----- |
| 1    | Armand De Las Cuevas | Banesto  | 3'19" |
| 2    | Laurent Dufaux       | Helvetia | a 4"  |
| 3    | Charly Mottet        | R.M.O.   | a 5"  |

| Pos. | Corridore            | Squadra | Tempo |
| ---- | -------------------- | ------- | ----- |
| 1    | Armand De Las Cuevas | Banesto | 3'19" |

### 1ª tappa
- 6 maggio: Friburgo > Courtételle – 178,4 km

| Pos. | Corridore           | Squadra           | Tempo    |
| ---- | ------------------- | ----------------- | -------- |
| 1    | Ján Svorada         | Lampre            | 4h51'50" |
| 2    | Massimo Strazzer    | Jolly Componibili | s.t.     |
| 3    | Maximilian Sciandri | Motorola          | s.t.     |

| Pos. | Corridore            | Squadra | Tempo |
| ---- | -------------------- | ------- | ----- |
| 1    | Armand De Las Cuevas | Banesto |       |

### 2ª tappa
- 7 maggio: Delémont > Romont – 185,2 km

| Pos. | Corridore           | Squadra  | Tempo    |
| ---- | ------------------- | -------- | -------- |
| 1    | Gianluca Bortolami  | Lampre   | 4h52'34" |
| 2    | Maximilian Sciandri | Motorola | s.t.     |
| 3    | Kai Hundertmarck    | PDM      | s.t.     |

| Pos. | Corridore          | Squadra | Tempo |
| ---- | ------------------ | ------- | ----- |
| 1    | Gianluca Bortolami | Lampre  |       |

### 3ª tappa
- 8 maggio: Romont > Ovronnaz – 182,6 km

| Pos. | Corridore            | Squadra  | Tempo    |
| ---- | -------------------- | -------- | -------- |
| 1    | Andrew Hampsten      | Motorola | 4h50'51" |
| 2    | Charly Mottet        | R.M.O.   | a 51"    |
| 3    | Armand De Las Cuevas | Banesto  | s.t.     |

| Pos. | Corridore       | Squadra  | Tempo |
| ---- | --------------- | -------- | ----- |
| 1    | Andrew Hampsten | Motorola |       |

### 4ª tappa
- 9 maggio: Ovronnaz > Orbe – 124,4 km

| Pos. | Corridore           | Squadra   | Tempo    |
| ---- | ------------------- | --------- | -------- |
| 1    | Hans Kindberg       | Castorama | 2h58'37" |
| 2    | Maximilian Sciandri | Motorola  | s.t.     |
| 3    | Ján Svorada         | Lampre    | s.t.     |

| Pos. | Corridore       | Squadra  | Tempo |
| ---- | --------------- | -------- | ----- |
| 1    | Andrew Hampsten | Motorola |       |

### 5ª tappa
- 9 maggio: Orbe > Orbe (cron. individuale) – 21,8 km

| Pos. | Corridore          | Squadra | Tempo  |
| ---- | ------------------ | ------- | ------ |
| 1    | Miguel Indurain    | Banesto | 27'47" |
| 2    | Gianluca Bortolami | Lampre  | a 25"  |
| 3    | Charly Mottet      | R.M.O.  | a 29"  |

| Pos. | Corridore       | Squadra  | Tempo |
| ---- | --------------- | -------- | ----- |
| 1    | Andrew Hampsten | Motorola |       |

### 6ª tappa
- 10 maggio: Orbe > Ginevra – 171 km

| Pos. | Corridore           | Squadra  | Tempo    |
| ---- | ------------------- | -------- | -------- |
| 1    | Maximilian Sciandri | Motorola | 4h44'56" |
| 2    | Ronan Pensec        | R.M.O.   | s.t.     |
| 3    | Kai Hundertmarck    | PDM      | s.t.     |

| Pos. | Corridore       | Squadra  | Tempo     |
| ---- | --------------- | -------- | --------- |
| 1    | Andrew Hampsten | Motorola | 22h50'33" |
| 2    | Miguel Indurain | Banesto  | a 23"     |
| 3    | Charly Mottet   | R.M.O.   | a 39"     |

## Classifiche finali

### Classifica generale
| Pos. | Corridore            | Squadra                      | Tempo     |
| ---- | -------------------- | ---------------------------- | --------- |
| 1    | Andrew Hampsten      | Motorola                     | 22h50'33" |
| 2    | Miguel Indurain      | Banesto                      | a 23"     |
| 3    | Charly Mottet        | R.M.O.                       | a 39"     |
| 4    | Armand De Las Cuevas | Banesto                      | a 1'00"   |
| 5    | Luc Leblanc          | Castorama                    | a 1'13"   |
| 6    | Laurent Dufaux       | Helvetia-Fichtel & Sachs     | a 1'31"   |
| 7    | Massimiliano Lelli   | Ariostea                     | a 2'14"   |
| 8    | Jean-Claude Leclercq | Helvetia-Fichtel & Sachs     | a 2'35"   |
| 9    | Zenon Jaskuła        | MG Boys Maglificio-Technogym | a 3'11"   |
| 10   | Éric Caritoux        | R.M.O.                       | a 3'14"   |